# Jasna Šekarićová
Jasna Šekarićová (srbskou cyrilicí: Јасна Шекарић; * 17. prosince 1965 Bělehrad) je srbská sportovní střelkyně, která reprezentovala Jugoslávii, federaci Srbska a Černé Hory a Srbsko. Na hrách v Barceloně roku 1992 soutěžila též za nezávislý olympijský tým. Je držitelkou pěti olympijských medailí, což z ní činí nejúspěšnější srbskou olympioničku. Má zlato z olympiády v Soulu roku 1988, stříbro z OH v Barceloně roku 1992, v Sydney 2000 a v Athénách 2004, z olympiády v Soulu má ještě bronz. Kromě poslední jmenované medaile jsou všechny ze závodu ve střelbě vzduchovou pistolí na deset metrů. Bronz ze Soulu je z pistole na 25 metrů. Celkem se zúčastnila sedmi letních olympiád, v letech 1988-2012, tuto bilanci sdílí s pěti dalšími sportovními střelci. Na olympiádě v Pekingu v roce 2008 byla vlajkonoškou srbské výpravy. Je rovněž trojnásobnou mistryní světa (1987, 1990, 1994) a pětinásobnou mistryní Evropy (1986, 1991, 1992, 1996, 2005). V letech 1988 a 1994 byla vyhlášena jugoslávským sportovcem roku (v anketě Zlatna značka deníku Sport).